# Michelle Ruthven
Michelle McKendry-Ruthven, kanadska alpska smučarka, * 18. junij 1967, Orangeville, Ontario, Kanada.
Nastopila je na treh olimpijskih igrah, najboljši uvrstitvi je dosegla s šestim in sedmim mestom v kombinaciji. V edinem nastopu na svetovnih prvenstvih leta 1993 je dosegla 29 mesto v veleslalomu in 34. v smuku. V svetovnem pokalu je tekmovala štiri sezone med letoma 1992 in 1995 ter dosegla dve uvrstitvi na stopničke v smuku. V skupnem seštevku svetovnega pokala je bila najvišje na 40. mestu leta 1994, ko je bila tudi deveta v smukaškem seštevku.